# Eduardo Anguita (periodista)
Eduardo Alfredo Anguita (Buenos Aires, 5 de mayo de 1953) es un exmilitante del PRT- ERP, licenciado en Comunicación Social UBA, docente universitario, periodista y escritor argentino.  Sus padres fueron Matilde Vara, detenida desaparecida el 24 de julio de 1978 durante la dictadura autodenominada Proceso de Reorganización Nacional y Julio Anguita, fallecido el 26 de noviembre de 2000.
Eduardo Anguita cursó los estudios primarios en los colegios Guadalupe y Casto Munita  entre los años 1959-1965, mientras que completó sus estudios secundarios lo cursó en los colegios Nacional de Buenos Aires y Nacional de Vicente López entre 1966 y1971. En 1969 fue expulsado del Nacional Buenos Aires y terminó  quinto año en el colegio de  Vicente López. Trabajó un tiempo de dibujante técnico en el barrio de Once.  

## Militancia y prisión
Eduardo Anguita comenzó su militancia en grupos católicos vinculados al padre Mugica. Mientras cursaba estudios secundarios, a principios del año 1971, en plena dictadura militar del general  Alejandro Agustín Lanusse, Anguita se incorporó al Partido Revolucionario de los Trabajadores - Ejército Revolucionario del Pueblo (PRT-ERP). Tenía 17 años de edad.  
El 6 de septiembre de 1973 ,durante la presidencia de Lastiri, participó en el  copamiento  del Comando de Sanidad del Ejército.[cita requerida]  Por este  hecho fue detenido y  condenado por la justicia a la pena de 16 años de  prisión. Anguita  estuvo preso durante  casi11 años hasta el 24 de julio de 1984 cuando fue liberado.  Durante su detención pasó por las cárceles de Devoto, Caseros, Resistencia, Río Gallegos, Rawson, Sierra Chica y La Plata. Mientras estaba encarcelado se produce la desaparición ilegal de su madre en 1978,quien trabajaba en el Café Tortoni.  Anguita fue liberado en el penal de Villa Devoto, el mismo día en que se cumplían seis años del secuestro y desaparición ilegal de su madre, durante el gobierno de Raúl Alfonsín.  Anguita en varias entrevista declaró que no se sintió apoyado por su partido durante los años de cautiverio.  Salió de la prisión cuando tenía 31 años. 

## Docencia
Luego de  terminar la carrera universitaria  de comunicación social en 1989 en la UBA,  Eduardo Anguita dio clases en las universidades nacionales de Buenos Aires, de Lomas de Zamora y del Centro de la provincia de Buenos Aires, así como en Radio TEA y diversos seminarios en otras instituciones universitarias y terciarias. 

## Labor como periodista
Comenzó su labor periodística en el quincenario Entre Todos y en ATC (1985), y se desempeñó en diversos medios escritos, radiales y televisivos. En la actualidad está en Radio Nacional (En qué juego estamos, domingos de ocho a nueve de la mañana) y el Radio Late (de lunes a viernes de ocho y media a nueve en el programa Entre amigos). Junto a Daniel Cecchini publica habitualmente crónicas en Infobae. Su último libro -también con Cecchini- es Crónicas de una Argentina reciente (editorial Mascaró, agosto de 2020).  
Trabajó en ATC (1985-1988), canal al que regresó hacia enero de 2000, como gerente de Noticias, cargo al que renunció pasados seis meses. En la última década fue director editorial del periódico dominical "Miradas al Sur" y columnista de temas políticos de Tiempo Argentino. Condujo varios ciclos en Radio Nacional y Radio provincia de Buenos Aires, La historia en debate (CN23).  

## La asociación Matilde Vara
Junto a su hermano Horacio y sus hijos Julia y Nicolás ,Eduardo Anguita creó la página web Buscando a Matilde en  homenaje a Matilde ,su madre desaparecida.   La Asociación Matilde Vara- Hogar el Armadero fue creada a principios del año 2000 -, donde vivieron decenas de niños y niñas vulnerados. Esa institución logró tener un convenio con el Gobierno de la ciudad de Buenos Aires hasta que, a principios de 2008, tras la asunción de Mauricio Macri como jefe de Gobierno de la ciudad, le recortaron los fondos destinados a la manutención de las personas allí alojadas y debió cerrar sus actividades. Desde esa asociación, se  hizo el ciclo de 45 breves piezas documentales Los chicos de todos emitidas por Canal 7 (2001). 

## Libros publicados
Eduardo Anguita es autor de libros de ficción, de ensayos e investigaciones periodísticas: entre sus obras se puede mencionar "Sano Juicio. Baltasar Garzón y la lucha contra la impunidad en América Latina" (Sudamericana, 2001), "Grandes hermanos. Alianzas y negocios ocultos de los dueños de la información" (Colihue, 2002), "Cartoneros. Recuperadores de desechos y causas perdidas". (Norma, 2003.). "La compañía de monte" (Planeta, 2005), "La Confesión de Pacho O'Donnell"  (Aguilar, 2014), "La patria pensada"  (Random House, 2015.) Junto a Martín Caparrós escribió la influyente obra "La Voluntad - Una historia de la militancia revolucionaria en Argentina", tres tomos que narraron la militancia política y guerrillera de los años 60 y 70 en la Argentina" (Norma, 1997/98)  libro que fue relanzado en cinco tomos por  la editorial Planeta hacia abril de 2006. Con Alberto Minujín publicó  la obra titulada "La clase media. Seducida y abandonada" (Edhasa, 2004) y "El futuro. El mundo que nos espera a los argentinos" (Edhasa, 2005).  Además escribió con el periodista Daniel Cecchini la obra" Cárceles" ( Random House,2016) y" Crónicas de una Argentina reciente" ( Mascaro,2020).

## Listado de libros publicados
- La Voluntad - Una historia de la militancia revolucionaria en Argentina (1997)
- Sano Juicio. Baltasar Garzón y la lucha contra la impunidad en América Latina (2001)
- Grandes hermanos. Alianzas y negocios ocultos de los dueños de la información (2002)
- Cartoneros. Recuperadores de desechos y causas perdidas (2003)
- La clase media. Seducida y abandonada (2004)
- El futuro. El mundo que nos espera a los argentinos (2005)
- La compañía de monte (2005)
- La Confesión de Pacho O'Donnel (2014)
- La patria pensada (2015)
- Cárceles (2016)
- Crónicas de una Argentina reciente (2020)

## Filmografía
Dirigió los documentales:
- Patriotas[7] (a 50 años del fusilamiento del general Valle y otros 31 civiles y militares),
- La vuelta de Osvaldo Bayer[8] (un viaje por los escenarios de los fusilamientos en Santa Cruz de 1921),
- El azúcar y la sangre –Tucumán 1966-1976- (el cierre de los ingenios azucareros y la barbarie, diez años después, encabezada por Bussi),
- Río Adentro - las cuencas del Riachuelo y el Reconquista- (dos documentales que se internan en las historias de pobreza y contaminación).